# Focus on the Family
Focus on the Family — американская общественная евангельская христианская организация. Штаб-квартира расположена в городе Колорадо-Спрингс, штат Колорадо. Деятельность FotF направлена на «воспитание и защиту Богом установленного института семьи и продвижение библейской истины во всем мире». Она заключается, главным образом, в выпуске радиопередач, журналов, видео и аудио записей.

## Собственники и руководство
Focus on the Family основана в 1977 году Джеймсом Добсоном, который по 2003 год был единственным главой организации. В 2003 году Доналд Хоудел стал президентом и исполнительным директором (CEO), ответственным за повседневную деятельность организации. Джеймс Добсон остался председателем Совета директоров, с представительскими и креативными полномочиями. 27 февраля 2009 года было объявлено что Джеймс Добсон уходит с поста Председателя Совета Директоров, и к началу 2010 года он больше не был публичным представителем Focus on the Family и ведущим ежедневных радиопередач.
В марте 2005 года Хоудел уходит на пенсию, и Джим Дейли, занимавший пост Вице-Президента, ответственного за международную деятельность, принял на себя обязанности президента и главного исполнительного директора.

## Брак и семья
Основная деятельность Focus on the Family — укрепление традиционного брака и семьи. Многое из основных концепций по поводу семейных и воспитательных вопросов взято из опубликованных работ Джеймса Добсона, который написал книги по темам от воспитания детей до помощи семейным парам, испытывающим материальные трудности, в предотвращении разводов. Организация поддерживает бесплатную телефонную консультацию для людей в сложных семейных условиях.

## Радиотеатр Focus on the Family
Focus on the Family выпускает адаптации классической, духовной, биографической литературы в виде радиоспектаклей.
Радиотеатр начался с исторических биографий Сквонто (Легенда о Сквонто), Иисуса (Отчеты Луки), Дитриха Бонхёффера (Бонхёффер: цена свободы), и, в 1996 году, 90-минутная драма по мотивам произведения Чарльза Диккенса «Рождественская песнь в про́зе: свя́точный расска́з с привидениями» .
В 2003 году радиотеатр Focus on the Family выпустил радиоспектакль по серии романов Клайва Стейплза Льюиса «Хроники Нарнии», с участием более 100 английских актёров.
FotF также производит детский радиосериал «Приключения в Одисси» (Adventures in Odyssey). Сериал начался в 1987 году под названием «Семейные Портреты». Главный персонаж — Джон Эйвери Виттакер, пожилой джентльмен, христианин, управляющий магазином мороженого «Whit’s End» в Одисси. Виттакер передает и учит детей Одисси таким христианским ценностям как ответственность, доброта, любовь к ближним, уважение к частной собственности и т. п. В 1987 году сериал был переименован в «Odyssey. USA.»
Современное название (Adventures in Odyssey) радиосериал получил в 1988 году.

### Показатели деятельности
В ноябре 2008 года Focus on the Family объявила о сокращении 202 рабочих мест, составляющих 18 процентов от общей рабочей силы. Организация также сократила бюджет от 160 миллионов долларов в 2008 финансовом году до 138 миллионов долларов в 2009 финансовом году.

### Международная деятельность
Focus on the Family присутствует в следующих странах и регионах:
- Австралия: Focus on the Family Australia Архивная копия от 16 апреля 2008 на Wayback Machine, Клейтон, штат Виктория
- Канада: Focus on the Family Canada Архивная копия от 31 мая 2008 на Wayback Machine, Ванкувер
- Латинская Америка: Enfoque a la Familia Архивная копия от 2 марта 2021 на Wayback Machine, Сан-Хосе, Коста-Рика
- Индонезия: Fokus Pada Keluarga  (недоступная ссылка с 11-08-2013 [4229 дней] — история, копия), Джакарта
- Ирландия: Focus on the Family Ireland Архивная копия от 13 мая 2021 на Wayback Machine, Дублин
- Южная Корея: Focus on the Family Korea, Сеул
- Малайзия: Focus on the Family Malaysia Архивная копия от 14 июня 2021 на Wayback Machine, Селангор
- Сингапур: Focus on the Family Singapore Архивная копия от 14 июня 2021 на Wayback Machine